# Baguer-Morvan
Baguer-Morvan est une commune française située dans le département d'Ille-et-Vilaine en région Bretagne, peuplée de 1 697 habitants.

## Géographie

### Villages, hameaux, écarts, lieux-dits
1
Baratière
Bas Bouillons
Basse Butte
Basse Dibois
Beaujour
Beauregard
Bèlevent
Bénouis
Bignon
Bois Feston
Bois Gauthier
Bois Hamon
Bois Quinou
Bouëxière
Boutergot
Butte
Champ Neuf
Château Baguer
Château d'Assis
Chatterie
Clos Bouvet
Clos Fresnais
Cobrais
Cocherie
Coignets
Colinais
Cour aux Lasses
Cours Paris
Croix Chemin
Croix de Bois
Dibois
Ferme Neuve
Fertrais
Fontaine au Feu
Forges
Frêche
Gaudinière
Gilais
Glinais
Goupillère
Grande Lande
Grand Jardin
Gretais
Guédinais
Guénardière
Guiaumerais
Guillonnais
Haut de la Lande
Haute Lande
Haute Roche
Hauteville
Hellandais
Hertaudière
Hirlais
Houdebers
Houllière
Halouze
Janignais
Lande aux Guibets
Lande Martin
Launay Blot
Maldent
Mazurais
Moignerie
Mont Sorel
Morinais
Moulin d'à Haut
Nouettes
Nyaubry
Pas
Paturelle
Péhollière
Pessel
Petit Beauregard
Petite Lande Martin
Petit Jardin
Petit Vaudoré
Plessis
Pointe à Pitre
Pont Perrin
Portail des Forges
Presbytère
Quéhanière
Rabine
Rignochais
Roche
Roche Guillaume
Rochers
Sageais
Salle
Saudrais
Saule
Surais
Tertre Bintin
Touche
Touraude
Vaudoré
Vaugirard
Vaugirard
Vauroux
Vieilles Cours
Ville Arthur

### Hydrographie
Pour un article plus général, voir Réseau hydrographique d'Ille-et-Vilaine.
La commune est située dans le bassin Loire-Bretagne. Elle est drainée par le biez du meleuc, le Biez Jean, le ruisseau de la Hirlais, le Tertre Bintin et le ruisseau de Pont melin,,.
Le Biez Jean, d'une longueur de 30 km, prend sa source dans la commune de Lourmais et se jette  dans la baie du Mont-Saint-Michel en limite de Saint-Benoît-des-Ondes et de Hirel. 

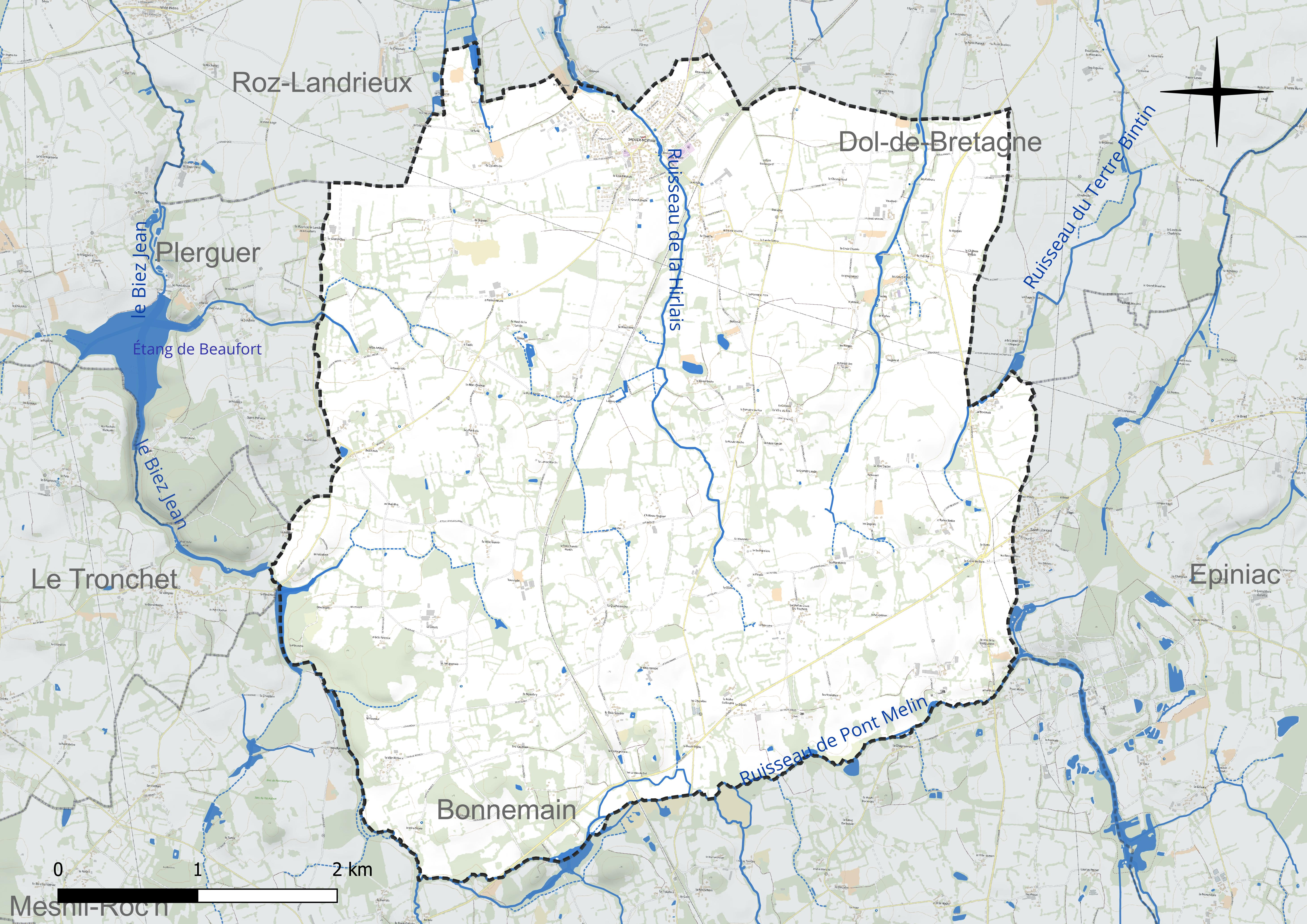
Réseau hydrographique de Baguer-Morvan.

### Climat
Pour des articles plus généraux, voir Climat de la Bretagne et Climat d'Ille-et-Vilaine.
En 2010, le climat de la commune est de type climat océanique franc, selon une étude du CNRS s'appuyant sur une série de données couvrant la période 1971-2000. En 2020, Météo-France publie une typologie des climats de la France métropolitaine dans laquelle la commune est exposée à un climat océanique et est dans la région climatique  Bretagne orientale et méridionale, Pays nantais, Vendée, caractérisée par une faible pluviométrie en été et une bonne insolation. Parallèlement l'observatoire de l'environnement en Bretagne publie en 2020 un zonage climatique de la région Bretagne, s'appuyant sur des données de Météo-France de 2009. La commune est, selon ce zonage, dans la zone « Intérieur Est », avec des hivers frais, des étés chauds et des pluies modérées.  
Pour la période 1971-2000, la température annuelle moyenne est de 11,4 °C, avec une amplitude thermique annuelle de 12,2 °C. Le cumul annuel moyen de précipitations est de 710 mm, avec 12,2 jours de précipitations en janvier et 6,8 jours en juillet. Pour la période 1991-2020, la température moyenne annuelle observée sur la station météorologique la plus proche, située sur la commune de Pontorson à 20 km à vol d'oiseau, est de 11,9 °C et le cumul annuel moyen de précipitations est de 821,3 mm,. Pour l'avenir, les paramètres climatiques de la commune estimés pour 2050 selon différents scénarios d'émission de gaz à effet de serre sont consultables sur un site dédié publié par Météo-France en novembre 2022.

## Urbanisme

### Typologie
Au 1er janvier 2024, Baguer-Morvan est catégorisée commune rurale à habitat dispersé, selon la nouvelle grille communale de densité à sept niveaux définie par l'Insee en 2022.
Elle est située hors unité urbaine et hors attraction des villes,.

### Occupation des sols
L'occupation des sols de la commune, telle qu'elle ressort de la base de données européenne d'occupation biophysique des sols Corine Land Cover (CLC), est marquée par l'importance des territoires agricoles (93,6 % en 2018), en diminution par rapport à 1990 (94,7 %). La répartition détaillée en 2018 est la suivante : 
zones agricoles hétérogènes (38,9 %), terres arables (38 %), prairies (16,6 %), zones urbanisées (3,2 %), forêts (3,2 %). L'évolution de l'occupation des sols de la commune et de ses infrastructures peut être observée sur les différentes représentations cartographiques du territoire : la carte de Cassini (XVIIIe siècle), la carte d'état-major (1820-1866) et les cartes ou photos aériennes de l'IGN pour la période actuelle (1950 à aujourd'hui).

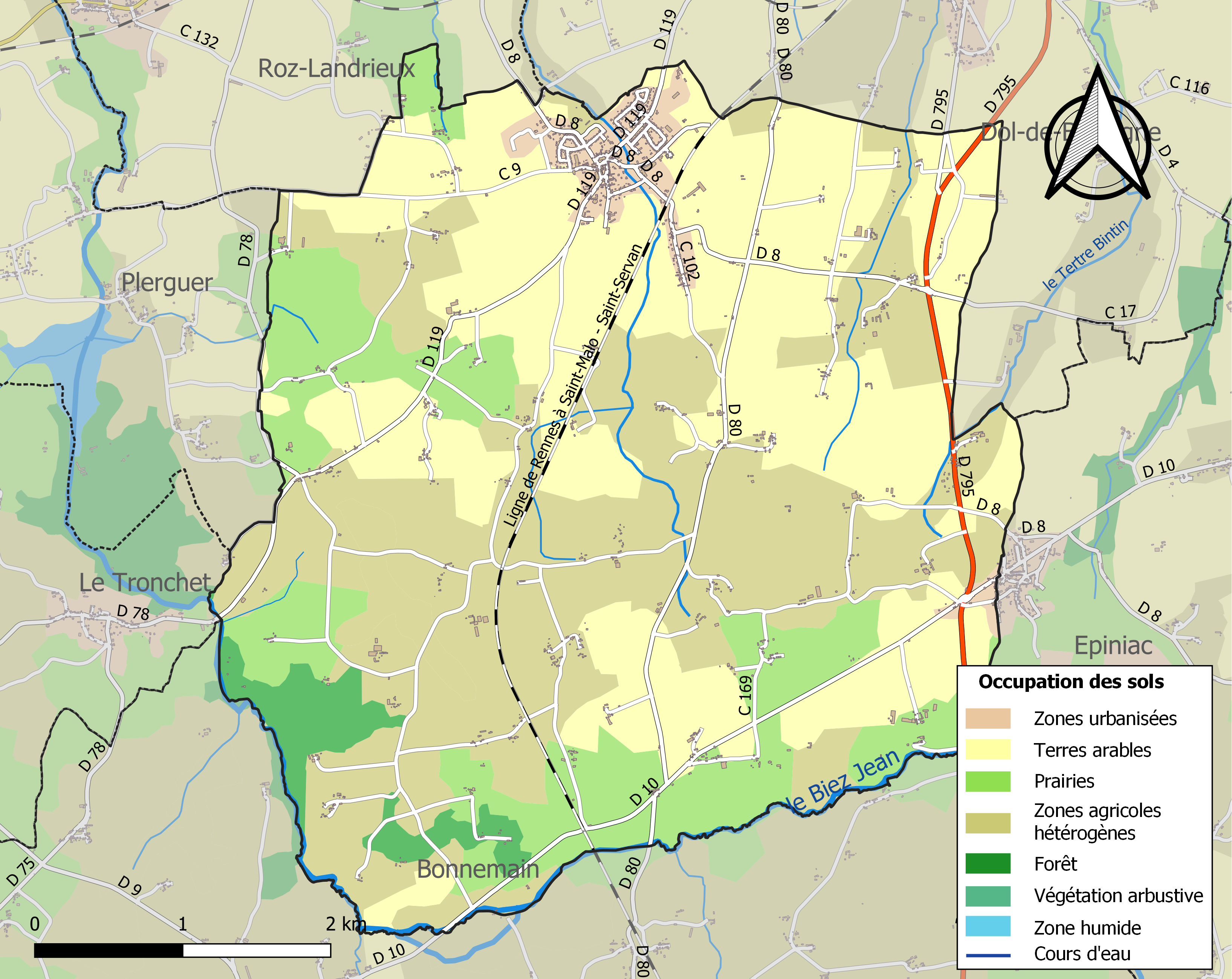
Carte des infrastructures et de l'occupation des sols de la commune en 2018 (CLC).

## Toponymie
Le nom de la localité est attesté sous les formes Bagar en 1181, Bagar Morvan en 1187, Parrochia de Bagar Morvan en 1190 et 1278, ecclesia de Baguer-Morvanen 1219, Bagar-Morvan au XIVe siècle, Bagué-Morvan en 1513.
Baguer viendrait de l'hagionyme bagar et du breton morvan (« homme de mer »).
Bayé en gallo.

## Histoire
La paroisse de Baguer-Morvan faisait partie du doyenné de Dol relevant de l'évêché de Dol et était sous le vocable Saint-Pierre-et-Saint-Paul.
Le bailliage de Vaudoré appartenait à l'abbaye Notre-Dame du Tronchet, qui l'aliéna.

## Héraldique
| Blason | Blasonnement : D'azur à un casque d'or taré de profil, au chef du même chargé de trois pommes de pin de sinople. |

## Politique et administration

### Liste des maires
| Période                                  | Période              | Identité                   | Étiquette    | Qualité |
| ---------------------------------------- | -------------------- | -------------------------- | ------------ | --- |
| Les données manquantes sont à compléter. |                      |                            |              | |
| 1929                                     | 1952                 | Joseph Briand              |              | |
| octobre 1952                             | février 1961 (décès) | Eugène Mathias (1904-1961) |              | Cultivateur Adjoint au maire (1947 → 1952) |
| 1961                                     | juin 1995            | Ernest Favron              |              | Exploitant agricole, maire honoraire |
| juin 1995                                | mars 2008            | Joseph Gardan              | DVD puis UMP | Cadre administratif Conseiller général de Dol-de-Bretagne (2001 → 2008) Président de la CC du Pays de Dol et de la baie du Mont-Saint-Michel (1999 → 2002) |
| mars 2008                                | 23 mai 2020          | Jean-Paul Érard            | SE           | Cadre administratif retraité |
| 23 mai 2020                              | En cours             | Olivier Bourdais           |              | Conseiller commercial |

### Jumelages
- Cambados (Espagne) depuis 1996[25].

## Démographie
L'évolution du nombre d'habitants est connue à travers les recensements de la population effectués dans la commune depuis 1793. Pour les communes de moins de 10 000 habitants, une enquête de recensement portant sur toute la population est réalisée tous les cinq ans, les populations de référence des années intermédiaires étant quant à elles estimées par interpolation ou extrapolation. Pour la commune, le premier recensement exhaustif entrant dans le cadre du nouveau dispositif a été réalisé en 2005.
En 2022, la commune comptait 1 697 habitants, en évolution de −0,12 % par rapport à 2016 (Ille-et-Vilaine : +5,46 %, France hors Mayotte : +2,11 %).
| 1793  | 1800  | 1806  | 1821  | 1831  | 1836  | 1841  | 1846  | 1851  |
| ----- | ----- | ----- | ----- | ----- | ----- | ----- | ----- | ----- |
| 1 750 | 1 805 | 1 852 | 1 911 | 1 979 | 1 931 | 1 994 | 1 959 | 2 055 |

| 1856  | 1861  | 1866  | 1872  | 1876  | 1881  | 1886  | 1891  | 1896  |
| ----- | ----- | ----- | ----- | ----- | ----- | ----- | ----- | ----- |
| 2 123 | 2 131 | 2 115 | 2 162 | 2 144 | 2 070 | 2 115 | 2 113 | 2 030 |

| 1901  | 1906  | 1911  | 1921  | 1926  | 1931  | 1936  | 1946  | 1954  |
| ----- | ----- | ----- | ----- | ----- | ----- | ----- | ----- | ----- |
| 1 994 | 1 969 | 1 860 | 1 648 | 1 588 | 1 558 | 1 433 | 1 394 | 1 338 |

| 1962  | 1968  | 1975  | 1982  | 1990  | 1999  | 2005  | 2006  | 2010  |
| ----- | ----- | ----- | ----- | ----- | ----- | ----- | ----- | ----- |
| 1 253 | 1 150 | 1 326 | 1 347 | 1 306 | 1 337 | 1 503 | 1 488 | 1 564 |

| 2015  | 2020  | 2022  | - | - | - | - | - | - |
| ----- | ----- | ----- | - | - | - | - | - | - |
| 1 673 | 1 702 | 1 697 | - | - | - | - | - | - |

## Culture locale et patrimoine

### Lieux et monuments

#### Édifices religieux

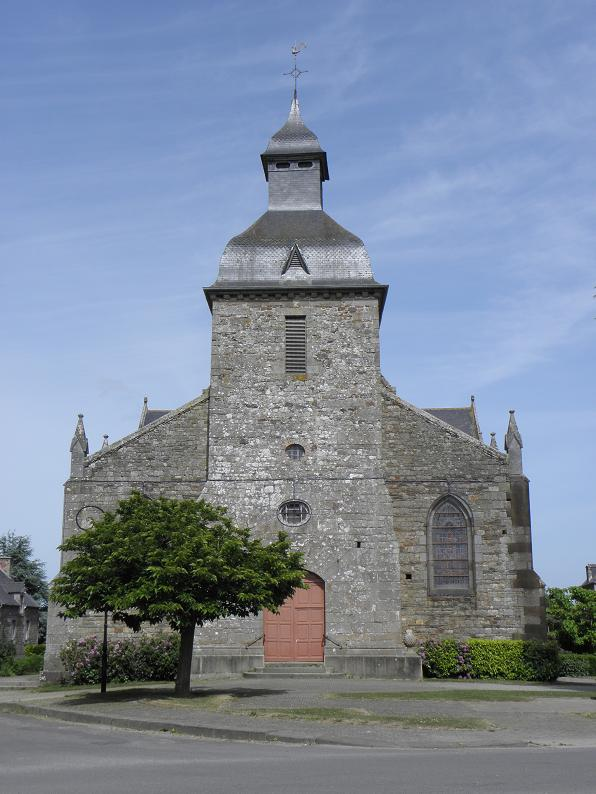
L'église Saint-Pierre-et-Saint-Paul.

- Église Saint-Pierre-et-Saint-Paul : tour de 1779 et corps de l'édifice érigé vers 1850 par l'architecte Eugène Hawke.

#### Édifices civils
- Château de Beauregard (Baguer-Morvan) XVIe siècle.
- Malouinière de Launay-Blot XVIIe siècle.
- Malouinière de Château d'Assis XIXe siècle.
- Manoir du Bois-Fesloux, à la maison de la Moussaye en 1513.
- Manoir de la Guénidais, à la maison de la Moussaye en 1523.
- Manoir de Bois-Hamon, au Québriac seigneurs de la Hirlaye en 1513.
- Manoir de la Hellandaye, aux Noguez en 1513.
- Manoir des Salles, sur la route de Miniac-Morvan.
- Manoir de la Touraude, avait jadis une chapelle privée, sous le vocable Saint-Pierre. Propriétaire en 1513, Amaury de la Moussaye, puis à la famille des Gouyon ; Charles en 1652 et en 1682, Nicolas. La chapelle qui était jadis dans un coin du jardin n'existait plus qu'à l'état de ruines en 1723 et en 1741, on y trouvait un chêne qui avait déjà quelques années.
- Manoir de Vaudoré, à la maison de Lanvallay en 1428 et 1513.
- Manoir de Vauroux ou de (Vaurouault), à la maison de la Moussaye en 1513.

### Personnalités liées à la commune
- Baguer-Morvan est la patrie de l'amiral Duperré.
- Edmond Miniac (1884-1947), avocat général à la cour de cassation, et Jean-François Miniac,  issus d'une famille Miniac attestée à Baguer-Morvan dès le XVIIe siècle.
- René Jean-Baptiste Favron, dit Père Favron, fondateur de la Fondation Favron à La Réunion, est né à Baguer-Morvan le 26 mai 1911.